# 田

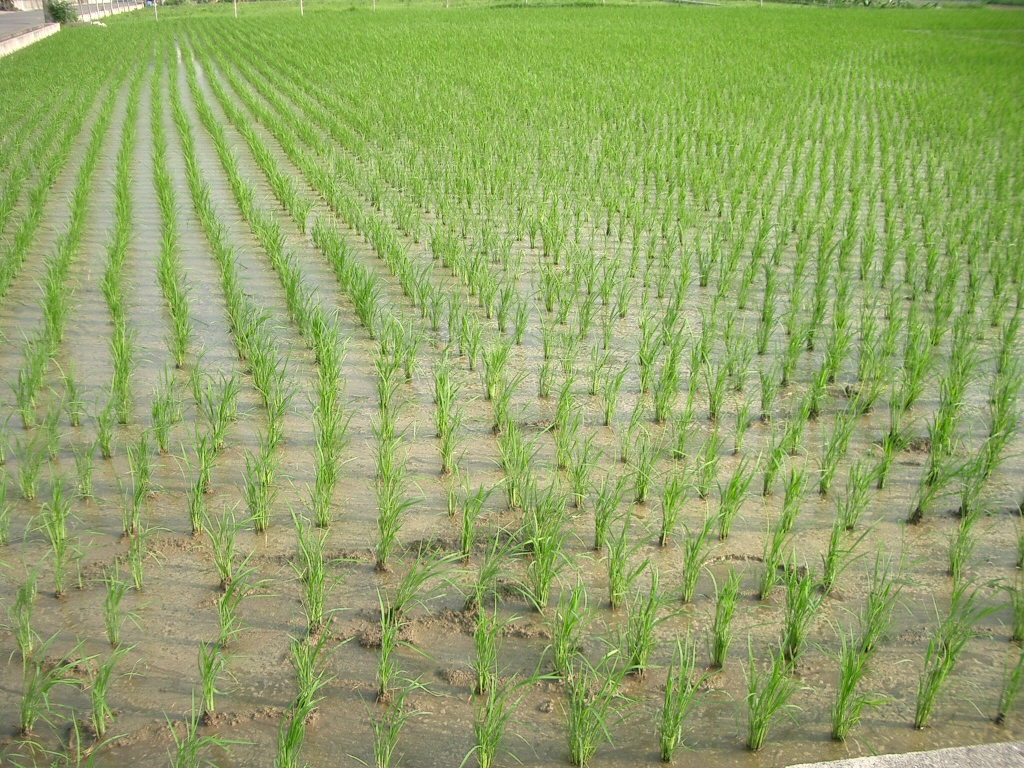
田植え後の水田

田（た）は、穀物を栽培するための農地。日本では主に稲栽培について使用される。田圃（たんぼ：でんぼ・でんぽと読む場合は田と畑を表す）や、水を張った田は水田（すいでん）ともいう。
特に水田とそこへ通じる農業用水は、食糧生産だけでなく、治水や地下水涵養、気候調節、生物多様性の維持といった、農業・農村が持つ多面的機能において重要である。
稲以外を育てる農地を日本では「畑」といい、田畑（たはた・でんぱた）と総称されることもある。「#定義」を参照。

## 分布
稲田は、日本列島や朝鮮半島から中国の長江流域、東南アジアを経てガンジス水系に至る、稲作栽培を農耕の中心に据えるモンスーン・アジアを中心に見られる。

## 歴史
中国では、紀元前4000-3000年新石器時代の馬家浜文化地域で水田跡が発掘されている。有事のために貯蔵されたり、死者の埋葬時に共に埋められたりした皮付きの米が、新石器時代の遺跡から発掘されている。
中国以外における水田での耕作は、日本では弥生時代に、フィリピンでは先史時代に、ベトナムでは新石器時代に、朝鮮半島では無文土器時代中期に始まったとされている。

## 定義
『説文解字』に「穀を樹うるを田という」とあり、漢字圏では田を「穀物を栽培するために区画された農地」の語義で使用することが一般的である。現代中国語においても「田」は区画された農地一般を指し、「水田」に限らず、日本語における「畑」も含まれる。「畑」は日本の国字であり、同様の農地を中国の普通話では「田地（tiándì）」と言う。
日本で単に「田」「水田」というと特に湛水（たんすい）して稲を栽培するため水平に整備された稲田（水田）を指すことが多い。
しかし「水田」は「灌漑（かんがい）水をたたえて作物を栽培する耕地」の意であり、それゆえそれに該当する形式で栽培されるのであれば、稲以外の穀物や芋類、根菜類の圃場も「水田」と言い得る。
穀物では稗は畑と並んで水田でも盛んに栽培され、特に稲の栽培に適さない冷水しか供給されない水田では重要な作物であった。
また、栄養生殖によって増殖される芋類、根菜類（蓮、慈姑、田芋（タロイモ）など）も重要な水田作物であり、アジア大陸における稲作の起源をこうした芋栽培の水田から派生したものとみる仮説もある。
また、山間部のワサビ田では、水路や沢の水を利用して水ワサビが栽培される。地域によっては菱・空心菜・芹・オランダ辛子・真菰（マコモダケ・ワイルドライス）・蓴菜が水田で栽培される。

### 日本における田
「田」は日本では特に稲田（水稲耕作地）を指すことが多いが、当初は、他の漢字圏と同様、日本でも田は穀物農地を意味する語だった。それが次第に稲田に限定して使用されるようになり、そのため、穀物などの農地一般を表す「畑」という漢字が作られた。陸稲を栽培する農地も「畑」と呼ばれる。
土地の登記事項の地目において「田」は「農耕地で用水を利用して耕作する土地」、「畑」は「農耕地で用水を利用しないで耕作する土地」と区別されている。
日本の土質は火山灰の影響や降水量が多いことによって酸性が強い。土壌の鉱物成分から植物にとって細胞毒性のあるアルミニウムイオンが溶出しやすく、加えて、火山灰起原の粘土鉱物アロフェンが土中のリン酸を不可逆的に吸着して不溶化するので、畑作農耕には不適な面がある。それにひきかえ、水田という形態は山地から流出した栄養塩類や施肥した肥料など水に溶けた養分を蓄えることから、日本の状況に適合している。また、日本の歴史時代を通じて米は特に宗教的儀礼に用いられ、貢納においても重視された（「租」「年貢」を参照）。このため広域流通における通貨的な役割を果たすようになっていった。このため、中国大陸に見られる粟や黍といった雑穀栽培や冬作の麦などの米以外の穀物栽培も食糧生産上は重要であり、実際に稲作農業を補完する重要な役割を果たしていたものの、稲作水田は別格で重視されることとなり、それに伴い「田」も稲作水田を意味するようになったと推測されている。
水田の最初の発見例は、1943年（昭和18年）の登呂遺跡の調査で確認された。また、1977年（昭和52年）の群馬県高崎市の日高遺跡の調査では、水路や畦（あぜ）、人間の足跡等が発掘された。
日本の稲作開始期である弥生時代から古墳時代にかけての水田形態は、長さ2・3メートルの畦に囲まれ、一面の面積が最小5平方メートル程度の「小区画水田」と呼ばれるものが主流で、それらが数百～数千の単位で集合して数万平方メートルの水田地帯を形成するものだった。
世界的に水田稲作が行われているのはほとんどが熱帯・温帯地域である。日本では寒冷地での稲作を可能にするための多くの技術開発が行われ、北海道や本州の高原地帯にも水田が開かれた。北海道では、寒冷地の植物であるシラカバ林の間に水田が広がる風景を見ることができるが、これは世界的には特異な景観であるといえる。日本最北の水田は、道北の遠別町にある。

## 農業形態としての田
水を張っている田を水田という。山地で階段状になっている田を棚田（千枚田）という。農耕をやめている田を休耕田という。何らかの理由で一時的に稲以外の作物を育てている田を転作田と呼ぶ。
また特殊な用途のために耕作されている田もあり、例えば、神社の豊穣祭などに供えるための稲を育てている田などもある。神田といい、江戸時代より前は年貢などの諸税が免除されたため、税から逃れる目的で、百姓が神社へ田を寄進し、各地に神田が設定された。東京に古くからある地名の「神田」は、これに由来するとされる。
苗植え前の水を張った田を代田（しろた）、苗植えを終えた田を代満（しろみて）という。
稲以外の穀物を作る畑を水の無い田と言うことで「陸田」と呼ぶこともあるが、基本的には「もとは畑であったが、現在は畦畔をつくり水を湛えるようにしてある土地」（『農地基本台帳記入の手引き』）を指す。
水田は、畦（あぜ）で囲まれた面であり、隣の田との境に設けるものは畦や畦畔、水路との境に設けるものは溝畔と呼ばれることがある。畦に求められる基本機能は、高低差の確保と水密性である。
水田の土は、表面から100mmから200mm程度の部分を耕土や表土、地域によってはツクリと呼び、その下に広がる部分は基盤土と呼ぶ。耕土は作物を育てるための栄養価や、作物が根を張り自立するためのある程度の粘度等が最低限必要である。畦は表土で作られることが多い。基盤土は田の基盤となるもので、水密性があり軟弱でない事が求められるが、地域や地形によっては礫や砂、シルトあるいは軟弱な腐植土や含水率の高い粘土である事があり、その場合の耕作は困難を極めるため、水密性を確保するために表土と基盤土を混ぜ合わせた層を作ったり、軟弱な土に対しては、暗渠を設けて脱水したりベントナイトなどを用いて改良したり、客土して良好な土と入れ換えたりすることがある。
灌漑のため、川やため池から用水路を経由して水を取り入れるための取水口と、水を排出するための排水口（水口）があり、効率を上げるためにそれぞれが離れた位置にあるのが普通である。流量を調整するための板なり弁が設けられ、水位を調整することが出来るようになっている。温度管理の為にかけ流しを行ったり、溜めておいたりする用途に用いられる。山間部の湧水や沢水で耕作する場合、水温が低すぎるのを解消するために、水田内に小さな畦を築立して水路とし、水温を上昇させてから耕作エリアに引き込む工夫がされる場合がある。
農業機械が出入りするための進入路が設けられている場合があり、コンバインやトラクターがスムーズに出入りできるようになっている。重機械が入る場合は、深いところまで耕すと機械が沈むので、一定の深さまでしか耕さないことがある。
平地で大きな面積を確保できる場合も、一定の面積で区切ることが管理上有効であり、面積の単位としての「反（たん）」が田んぼの一枚であることが多かったが、農業機械の普及やその大型化によって、作業効率を向上させるために、あるいは管理の手間を少なくするために、ほ場整備が行われる場合では、3000平方メートルから10000平方メートルの区画とするのが主流である。条件によっては30000平方メートルを越えるものも存在する。但し水田では水を均一に行き渡らせかつ排水する必要があるため、大きな区画では高度な耕作技術が必要となる。
稲を植えることを田植えという。かつては田に長い糸を張り、糸に沿って手で稲の苗を一本ずつ植えていた。非常に重労働であるため、江戸時代には近隣の者を雇って田植えを行うことが盛んだった。第二次世界大戦後は田植え機が普及し、田植え作業はほぼ機械化された。ただし、田の隅部や小さい田などの機械で田植えできない箇所は、いまだに人力で田植えが行われている。
不動産としての土地の地目としては「田」であることが多く、日本では取引に際して農業委員会の許可が必要な場合があり、買い受けるには一定の資格が必要である。宅地など他用途への転用については農地法での転用の手続きが必要であり、休耕田を勝手に埋め立てて、他用途転用してはならない。
日本では、減反政策や宅地化により、水田の面積は減少傾向にある。
農地に占める水田の割合を水田率といい、日本全体では約54%である。都道府県別では富山県が約96%と最も高い。
水田を利用して養殖業などが行われることもある（例：合鴨農法）。

## 文字文化としての田
現存する日本最古の文字は、三重県嬉野町（現在は松阪市）の貝蔵遺跡で出土した2世紀末の土器に墨書されていた「田」であるとされている。
日本では、田がある地域、田があった地域には、地名に「田」が付いていることが多く、またその呼び名からはその場所の地形や開墾の歴史などが容易に推察されるものが少なくない。
- 田の場所にちなんだもの - 東田、西田
- 開墾の歴史などから - 新田
- 神社の祭式用などの目的から - 神田、供米田
- その田の収穫実績などの評価から - 千代田、富田
- 実際には、農業用の田ではないものの、池、湖沼をそれにたとえるもの - 八甲田

同様に、日本人の姓に「田」が付いているものが多く、名字に使われる漢字としては最も人口が多い。（田中、吉田、山田、池田、前田、岡田、藤田、福田など）

## 田にまつわる信仰
田が発祥した中国では、田の神の祭事が行われていたが、早い時期に失われ、今に伝わっていない。
日本では、弥生時代に農耕が伝わったとき、農耕収穫あるいは田に対する信仰が生まれたとされている。各地の神社で執り行われる秋の例祭（いわゆる秋祭り）は、田からの収穫を祭る名残であろうと考えられる。平安時代中期には、田植えの前に豊作を祈る「田遊び」から田楽という芸能が興り、その後、猿楽や能楽などの諸芸能へと発展していった。
田からもたらされる豊作を祈願する神社としては、愛知県小牧市の田県神社（たがたじんじゃ）が、その豊年祭という奇祭で知られている。
豊穣豊作を祈願する田の神は、国内では地方ごとに様々な呼び名と祭り方がある。農神と呼んだり、山の神、土地の神、あるいは水神様と同一視する場合もある。
農作業を行うと病気になる、災害が起きるなどの凶事が起きるとされる田を病田（やみだ、やまいだ）と呼び、日本各地にそうした田の伝承がある。病田では災いを鎮めるために石碑を建てたり、寺の住職による読経などで供養が行なわれている。

## 環境としての田

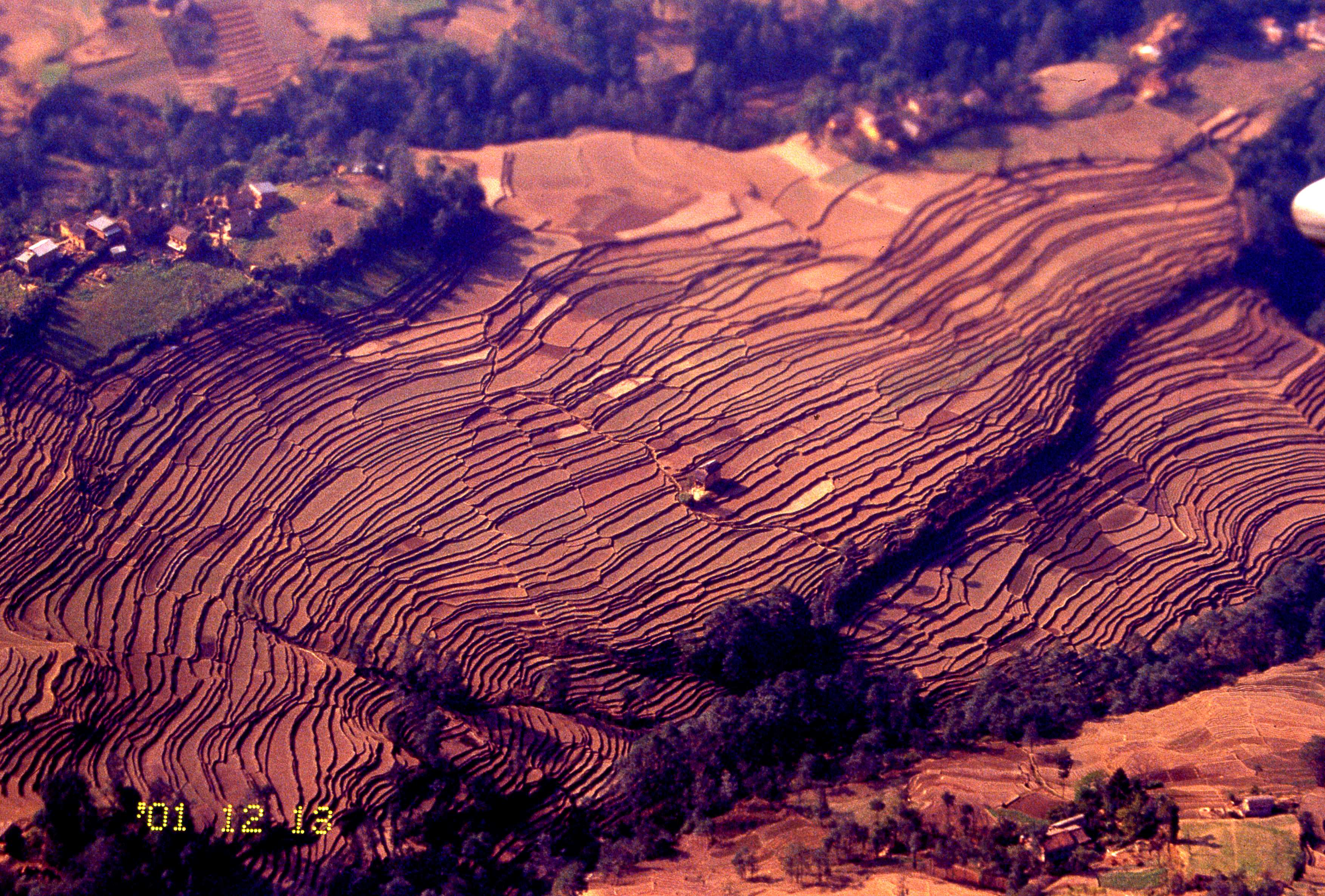
ネパールの千枚田。治水効果が高い。

また、水田は多様な生物の生息環境であった。浅くて富栄養な生産力の高い水域が広がっていたことで、カエル、ドジョウ、ミジンコなどの生息個体数は莫大なものであった。それがコウノトリ、トキ、タンチョウなどの鳥類やタガメのような大型肉食昆虫の生息を維持する基盤となっていた。それ以外にも、水田は小型動物が多数生息し、その中には水田にのみ見られるような種も多かった。たとえば、ホウネンエビやカブトエビがそれで、これらは冬季には水がなくなるという特殊な水域である水田で、その期間を耐久卵で過ごすことでそれに適応したものである。また、同地域の他の水域、たとえば川や湿地や池では見られない水草が水田には多数生息しており、水田雑草と呼ばれる。
水田にはそれらを合わせた独特の生物群集があった。水田土壌中の微生物も、土壌の有機物の流れに深く関わり、これらが水田という生産システムそのものの一側面ですらある。しかし、第二次世界大戦後の様々な変化の中で、水田の環境は劇的に変わった。コウノトリやトキは絶滅（その後は中国からの同種個体移入で復活が取り組まれている）。メダカやタガメ、ゲンゴロウ、ガムシ、タニシは見ることができない地域が増え、水田雑草の中からも何種もが絶滅危惧種に指定される有様である。またその一方、関東以西で外来種のスクミリンゴガイ（ジャンボタニシ）の発生が深刻で、稲を食い荒らす被害が拡大している。
水田は気温上昇の抑制効果を持つとされているが、水田耕作に伴うメタンガスの発生は地球温暖化を著しく加速する要因で世界的にも水田米食文化の東アジアを中心とした大問題であり、2020年のプロジェクト ドローダウンでも気候変動に対して実施すべき100項目（食料生産のみならずエネルギー、建設、運輸などすべての分野を含む）の対策課題中優先度28位とされている。水田からのメタンガス排出対策は農林水産省でも積極的な支援を行っている。（稲作#水田からのメタンガス発生も参照）

### 田んぼダム
水田耕作は日本各地の主要な農地の形態であり、多くの地域で大きな面積を占めていた。春から夏にかけての出水期や豪雨時に、直接川へ流れ込む前に水田を通過することで水を一時的に貯留させ、水路や河川へ大量集中することを避けることができるため、結果として大きな治水効果が生まれる。大量出水時に意図的に水を田へ引き入れ貯留させ、流出量を一時的に減衰させることをダムに例えて「田んぼダム」と呼ぶ。

## ギャラリー

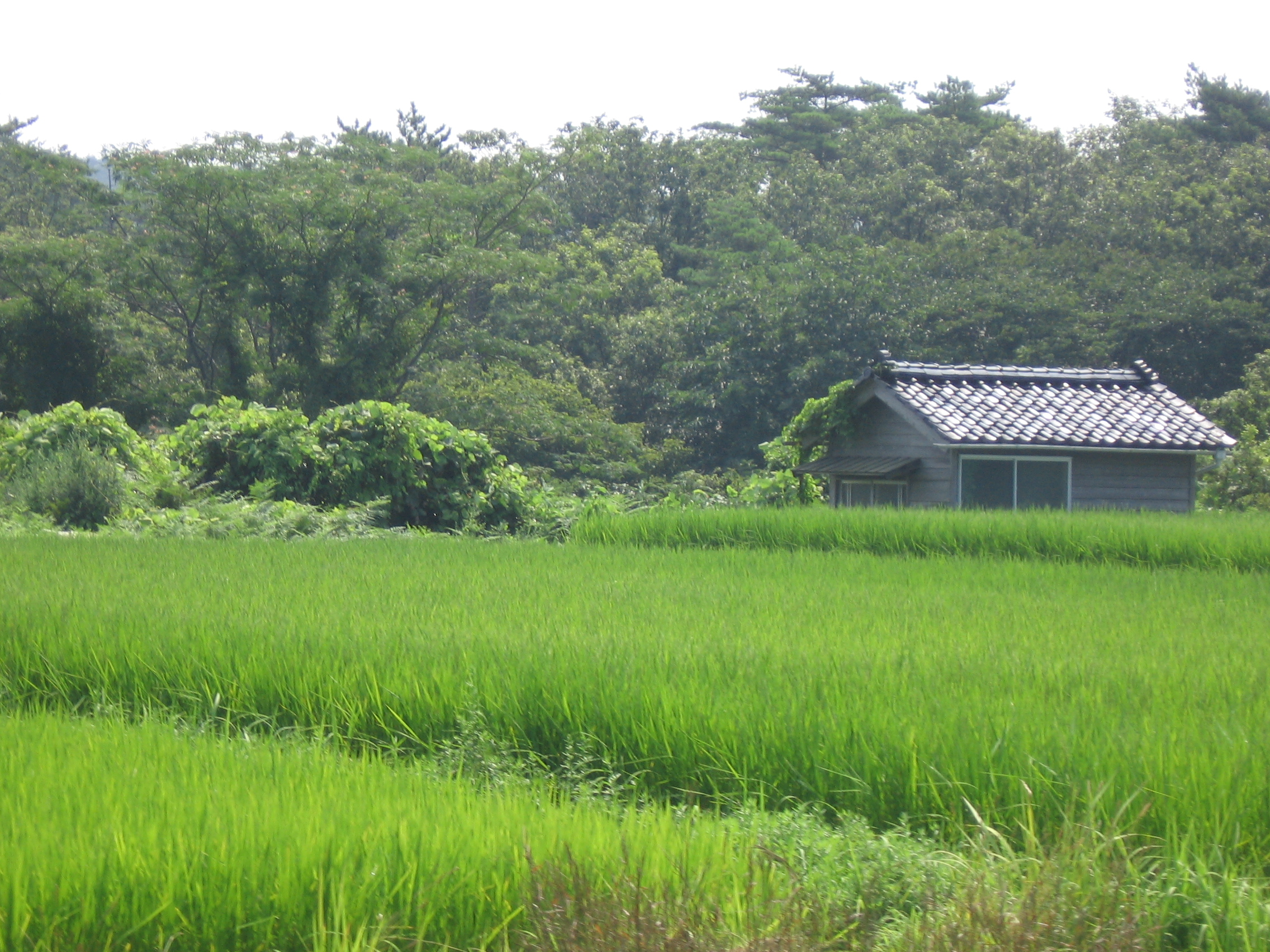
夏の水田
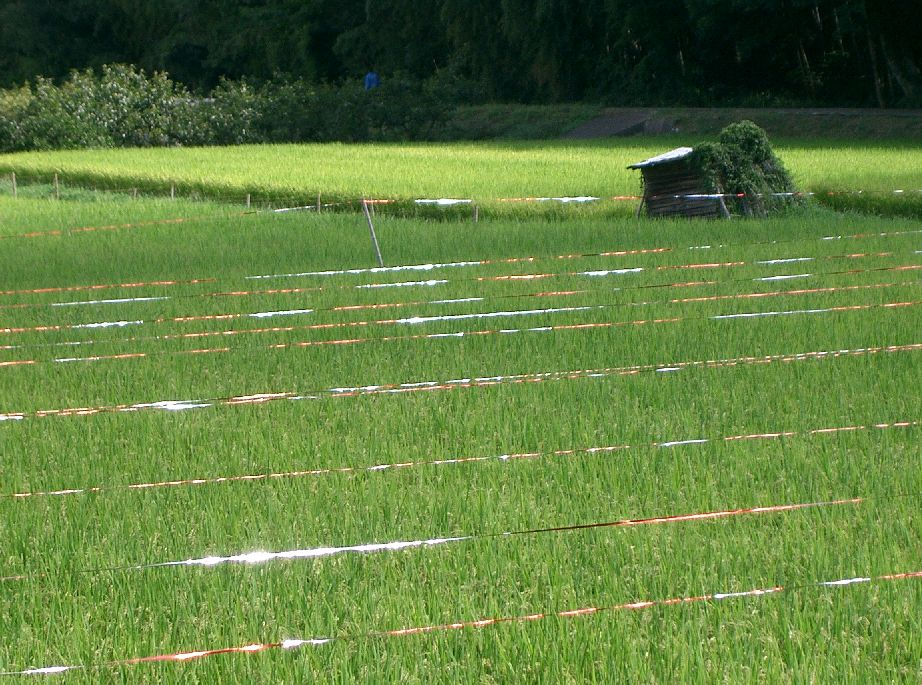
スズメなどによる食害を防ぐため反射テープを張った田
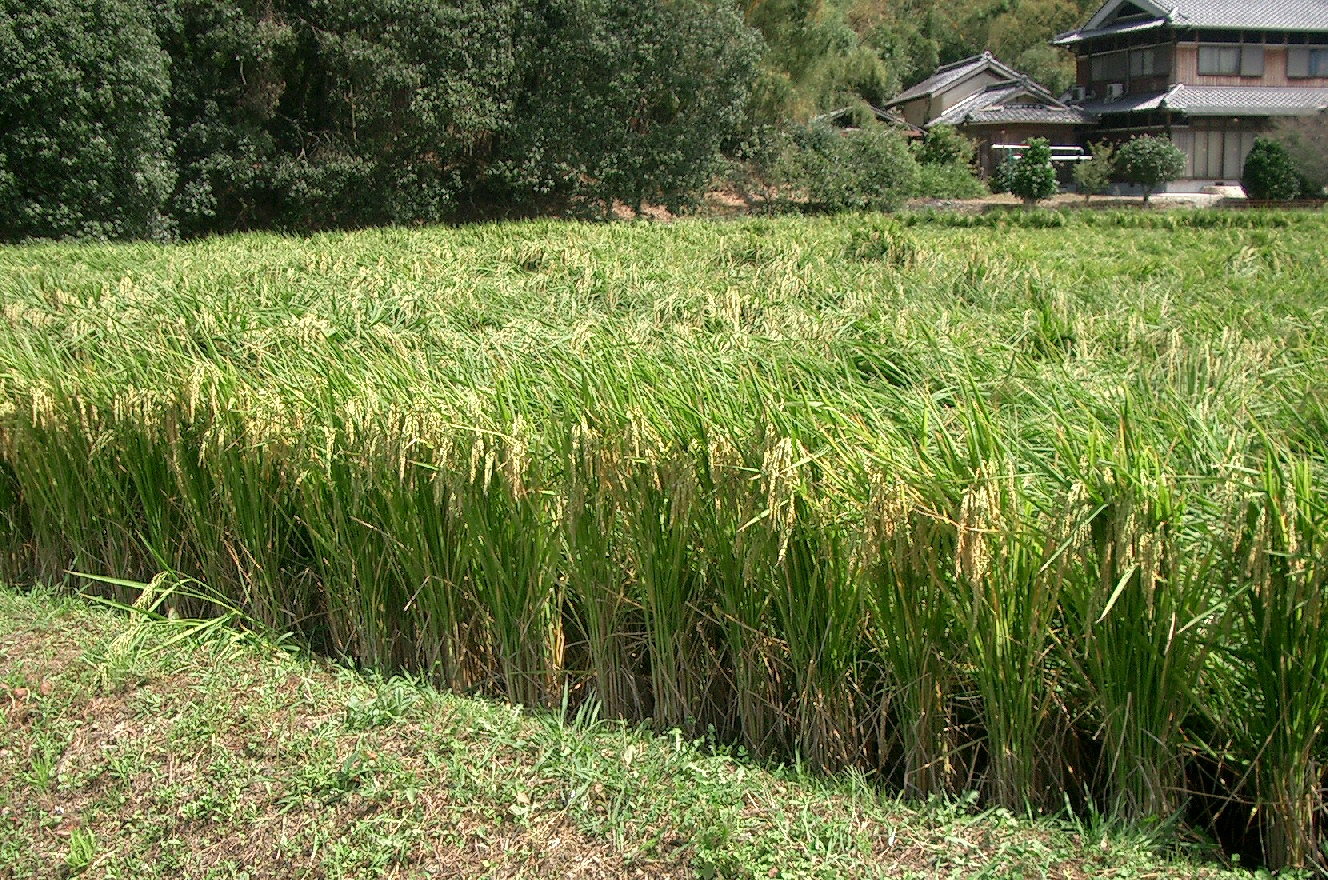
秋の稲穂
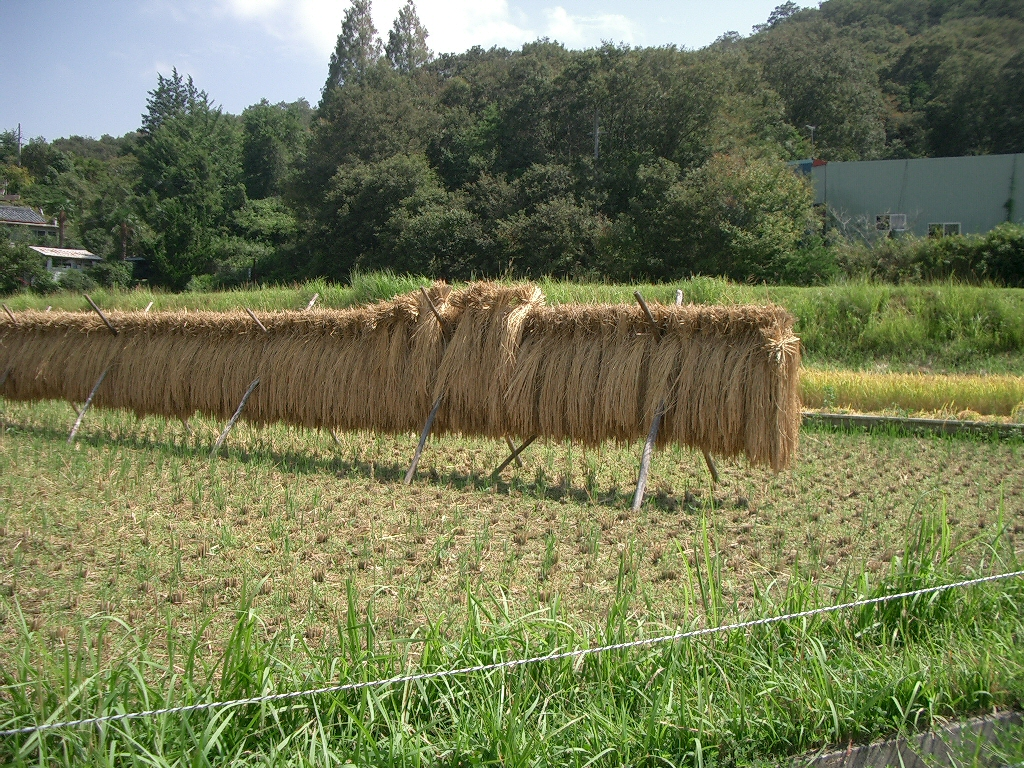
刈田と稲木に架けた稲の天日干し
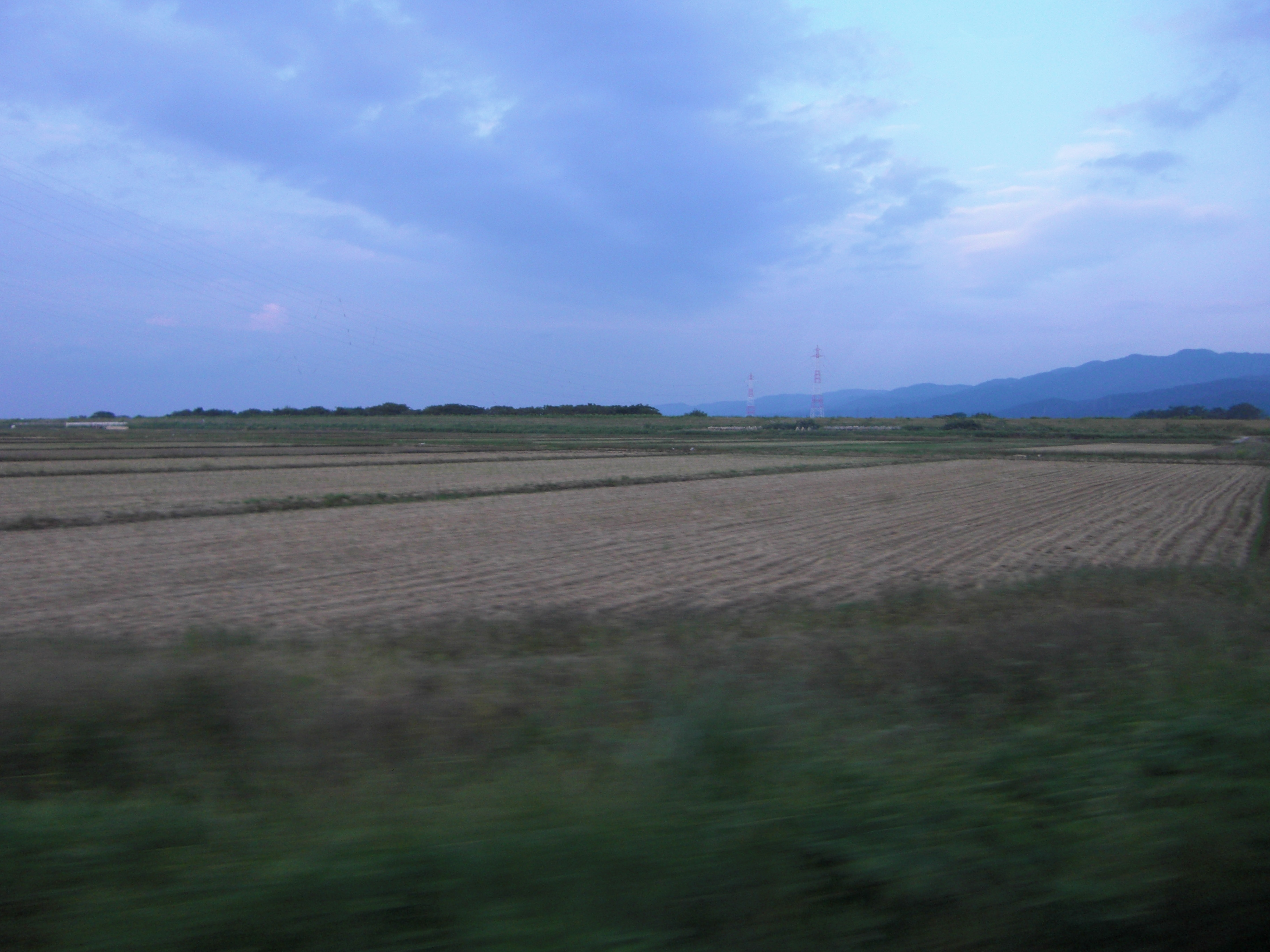
刈田完了後の田
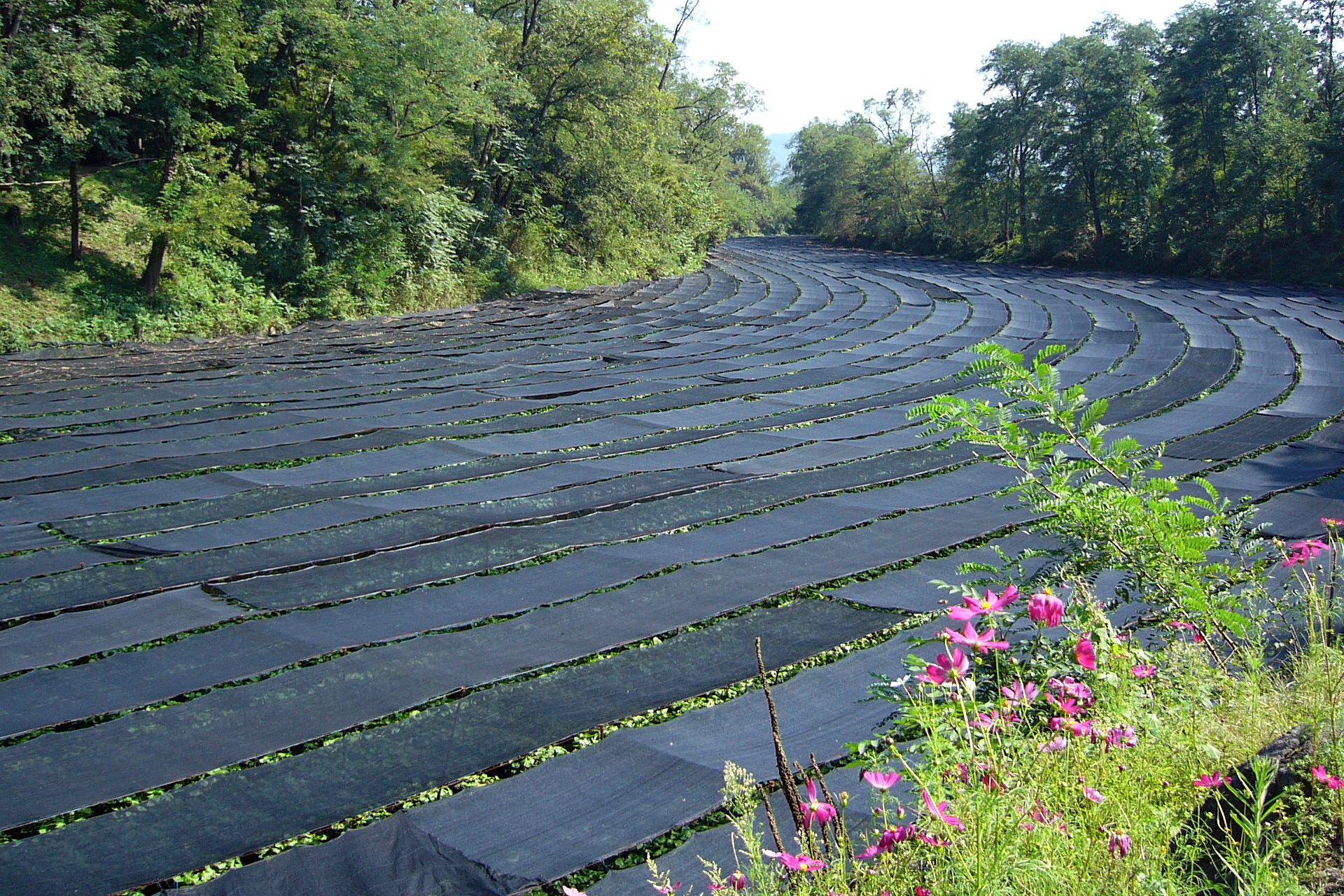
長野県のワサビ田
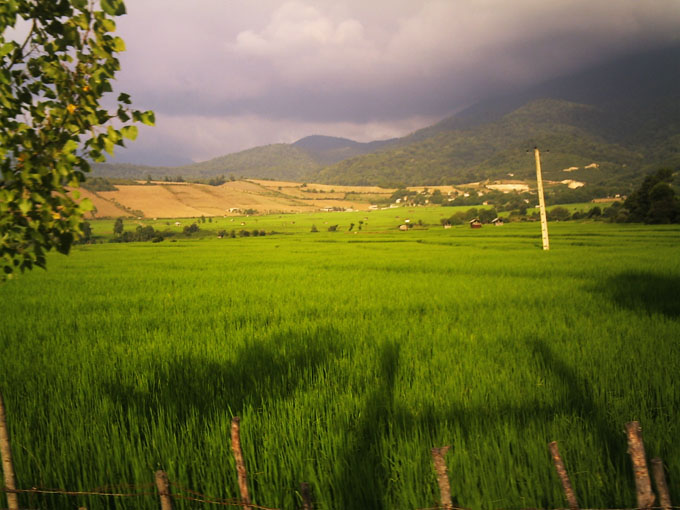
イラン マーザンダラーン州の田
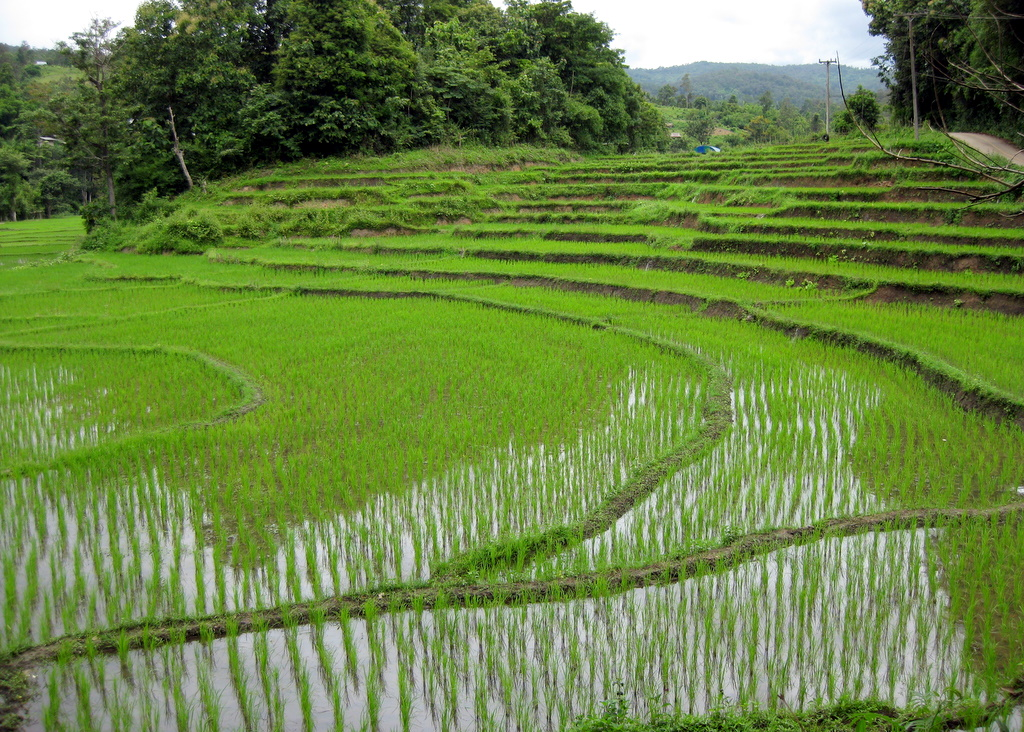
タイ王国 チェンマイ県の田
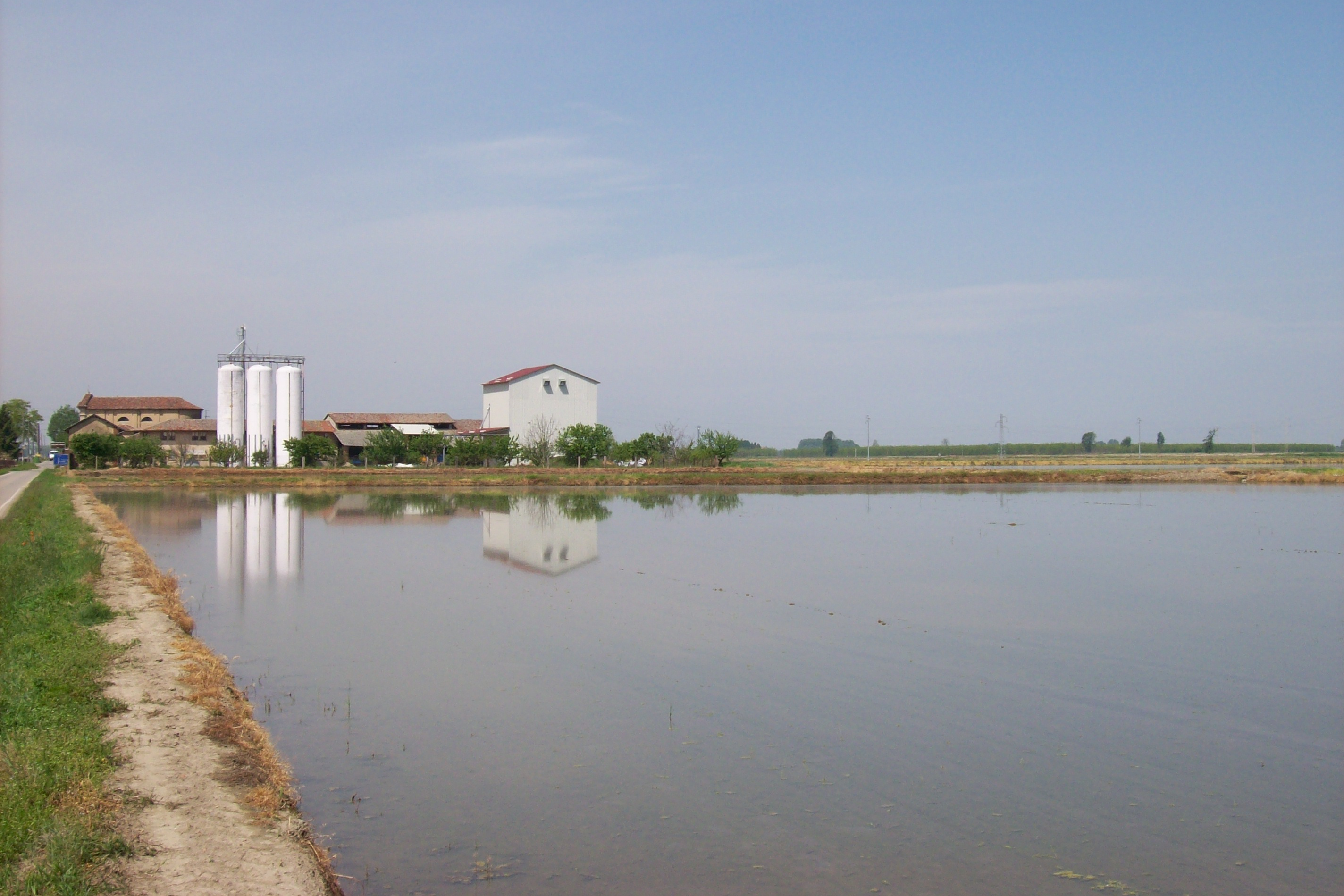
イタリア ロンバルディア州の田
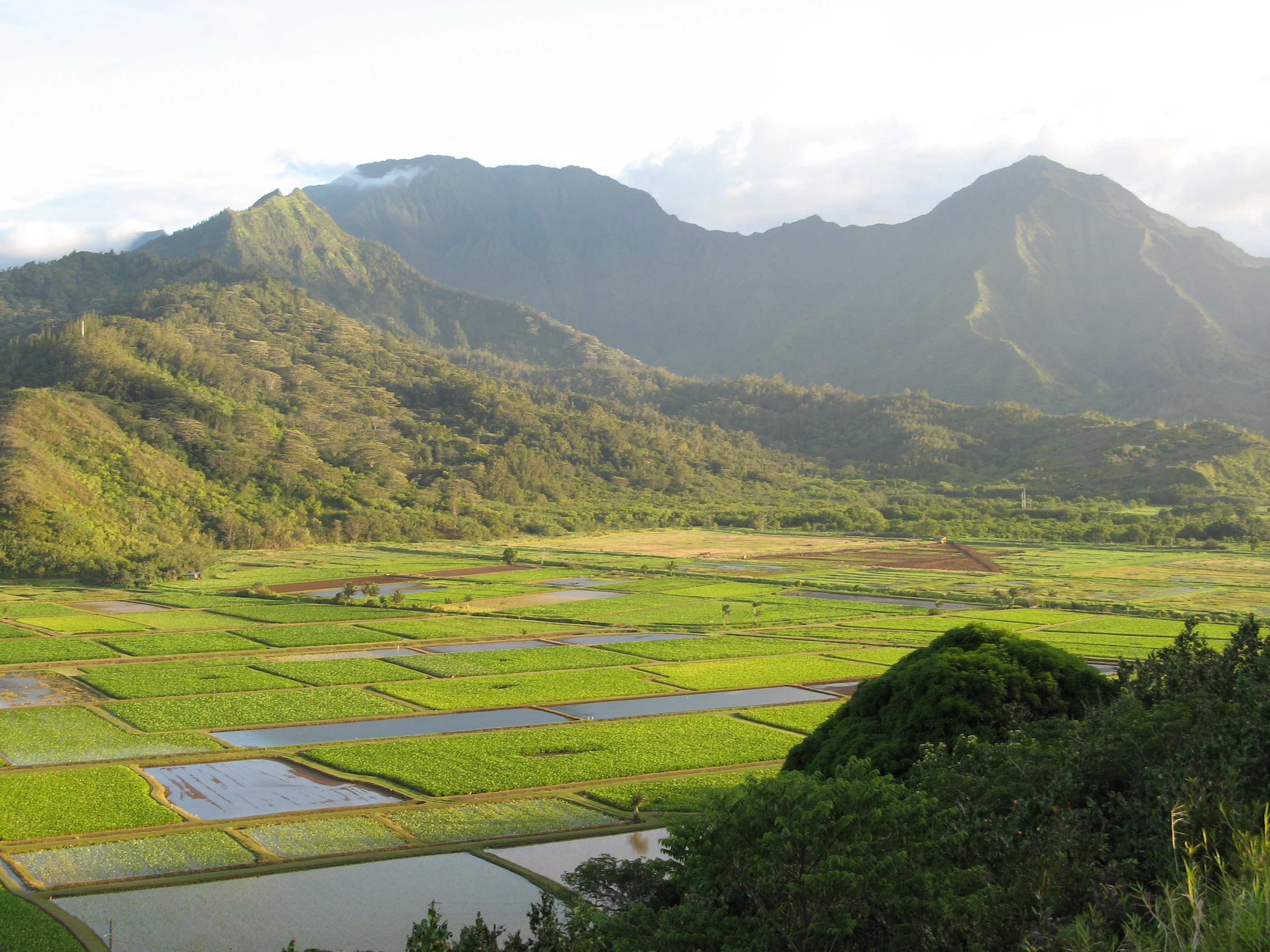
アメリカ合衆国 カウアイ島のタロ芋田
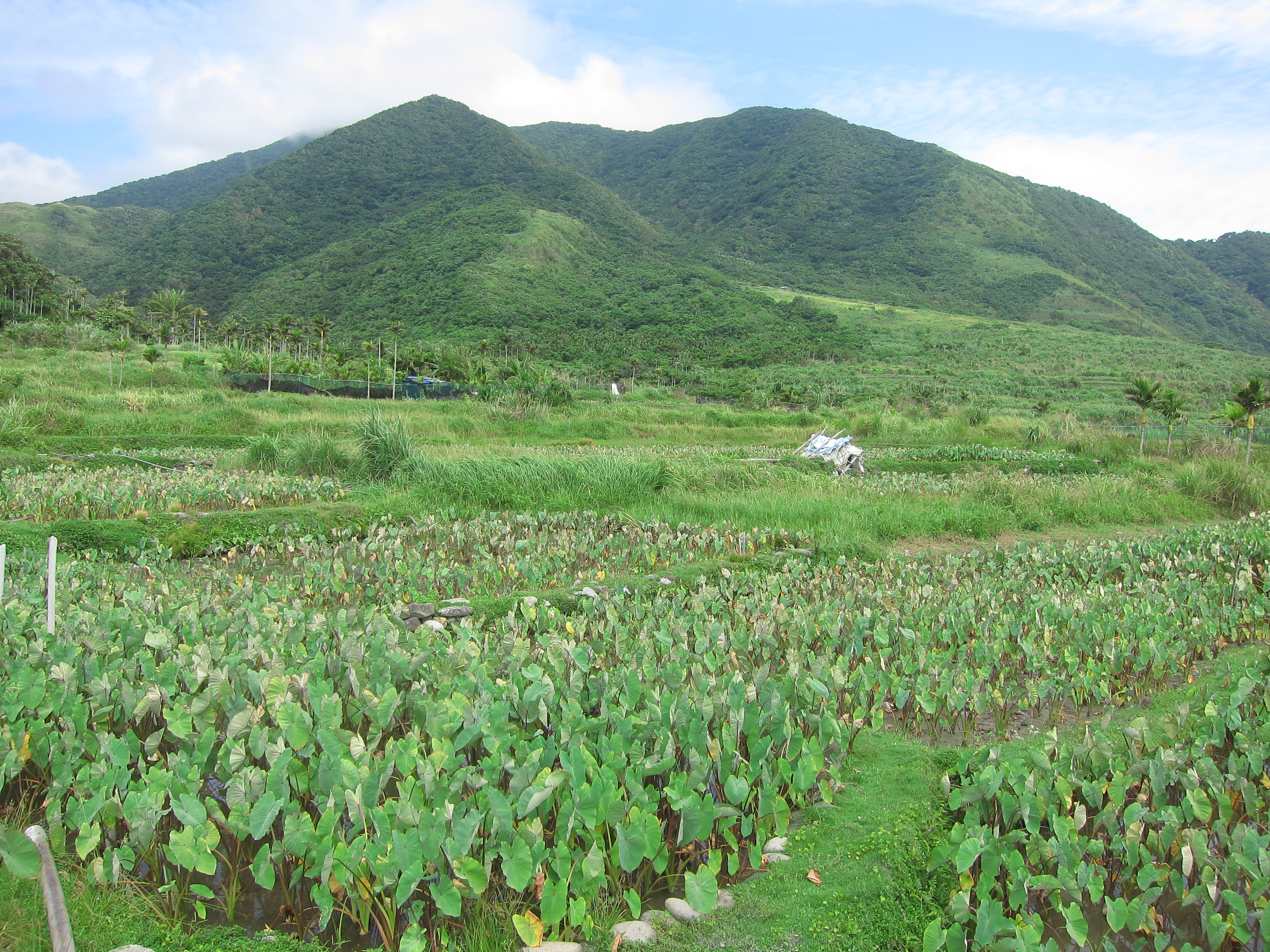
台湾 蘭嶼のタロ芋田
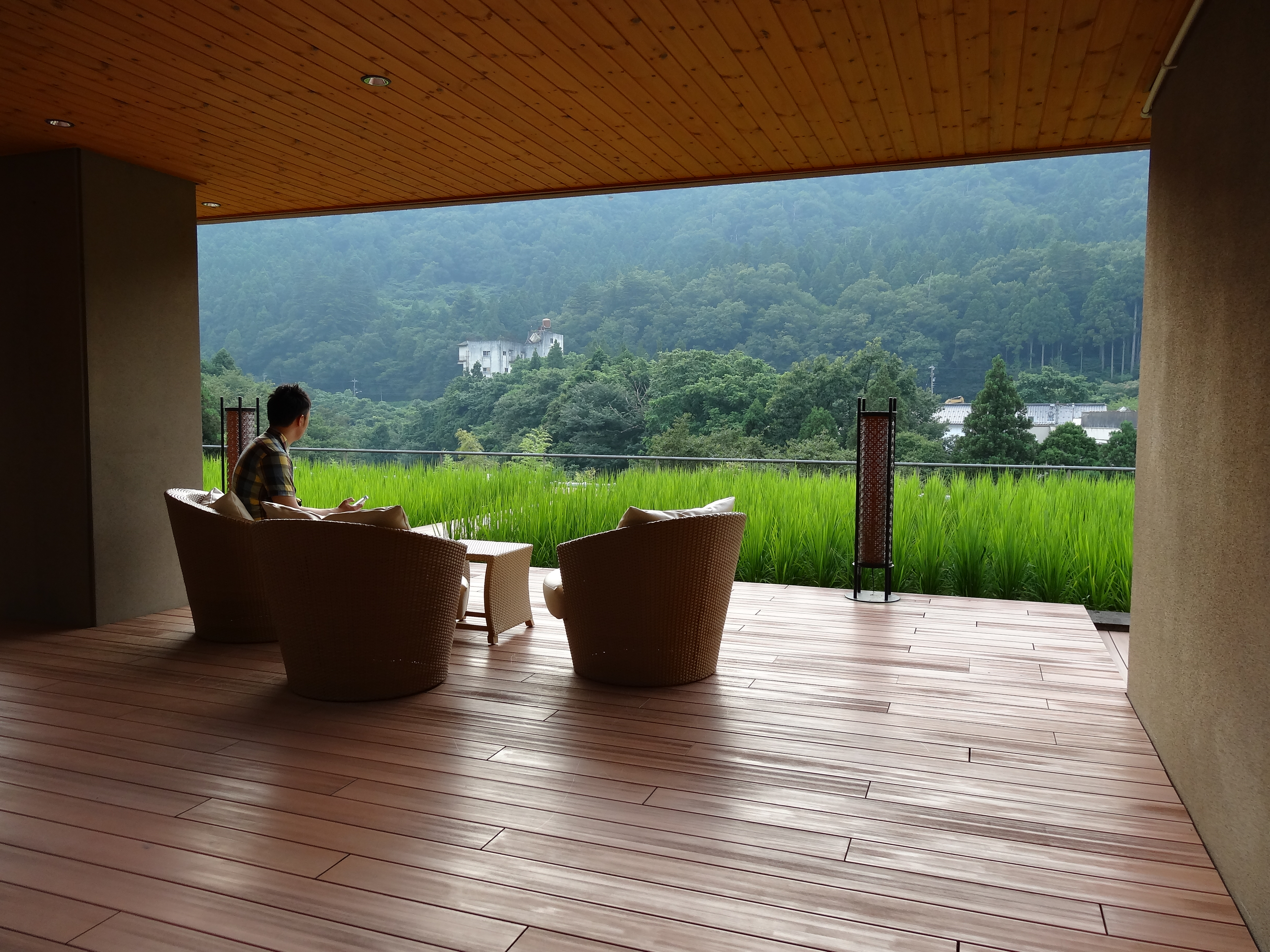
鑑賞を前提に作られた田
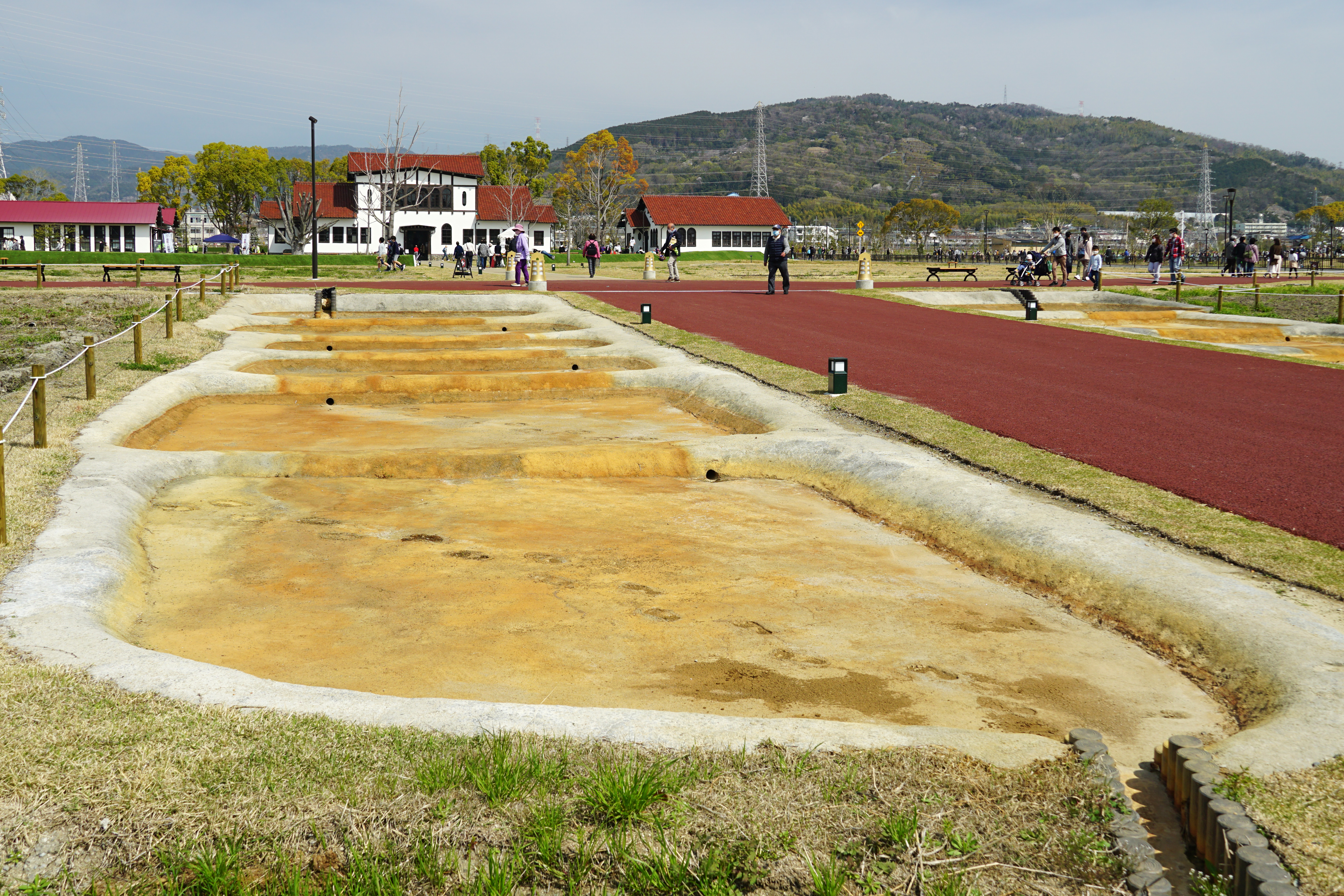
日本・弥生時代の水田遺構（安満遺跡）
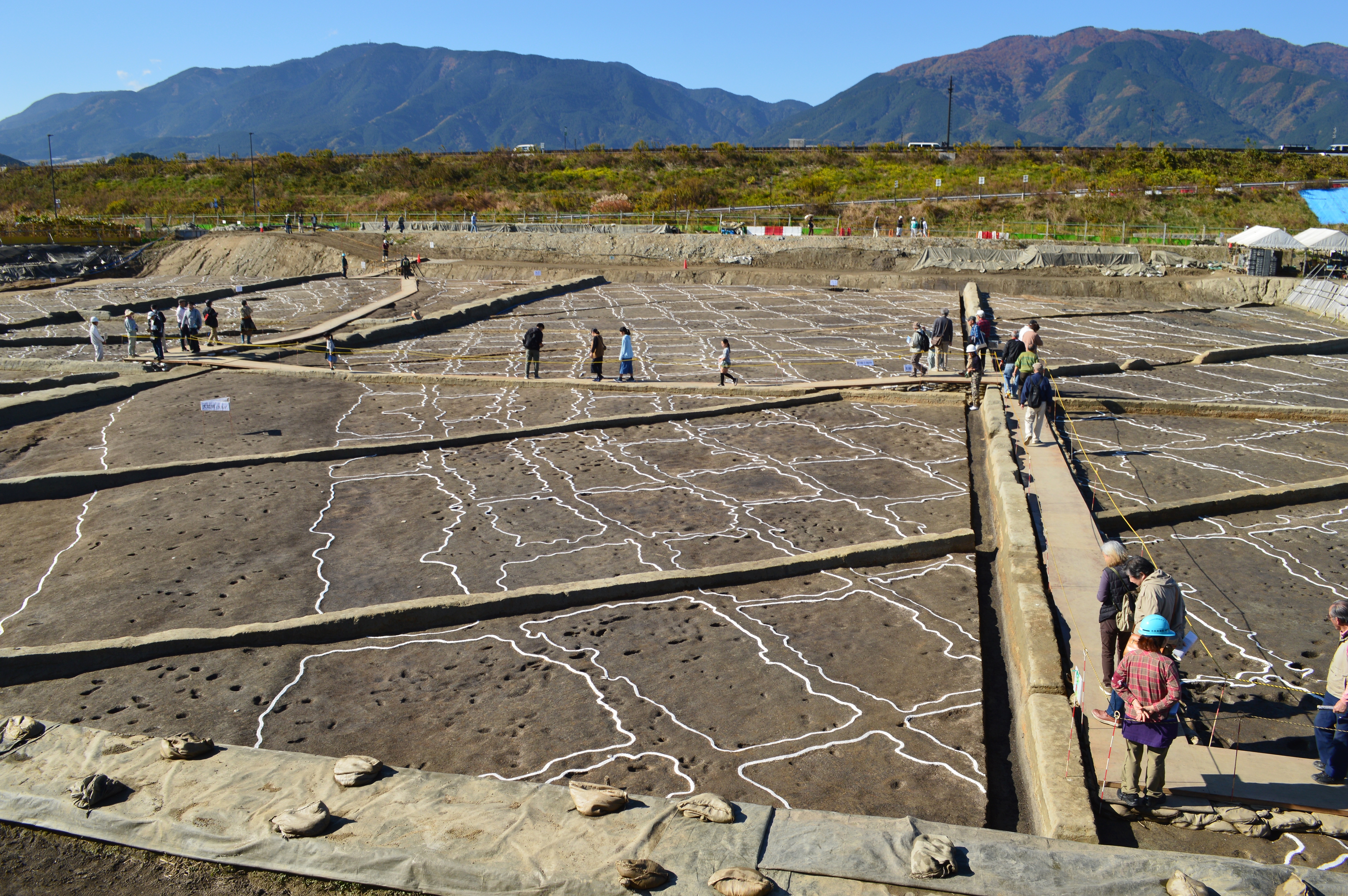
弥生時代前期の小区画水田遺構の例中西遺跡（奈良県御所市）2019年（令和元年）11月発掘調査時。大畦畔（画像左端：手前から奥方向）の区画内（右側）において、幹線小畦畔（手前から奥方向）・支線小畦畔（左右方向）で水田群が区画される。
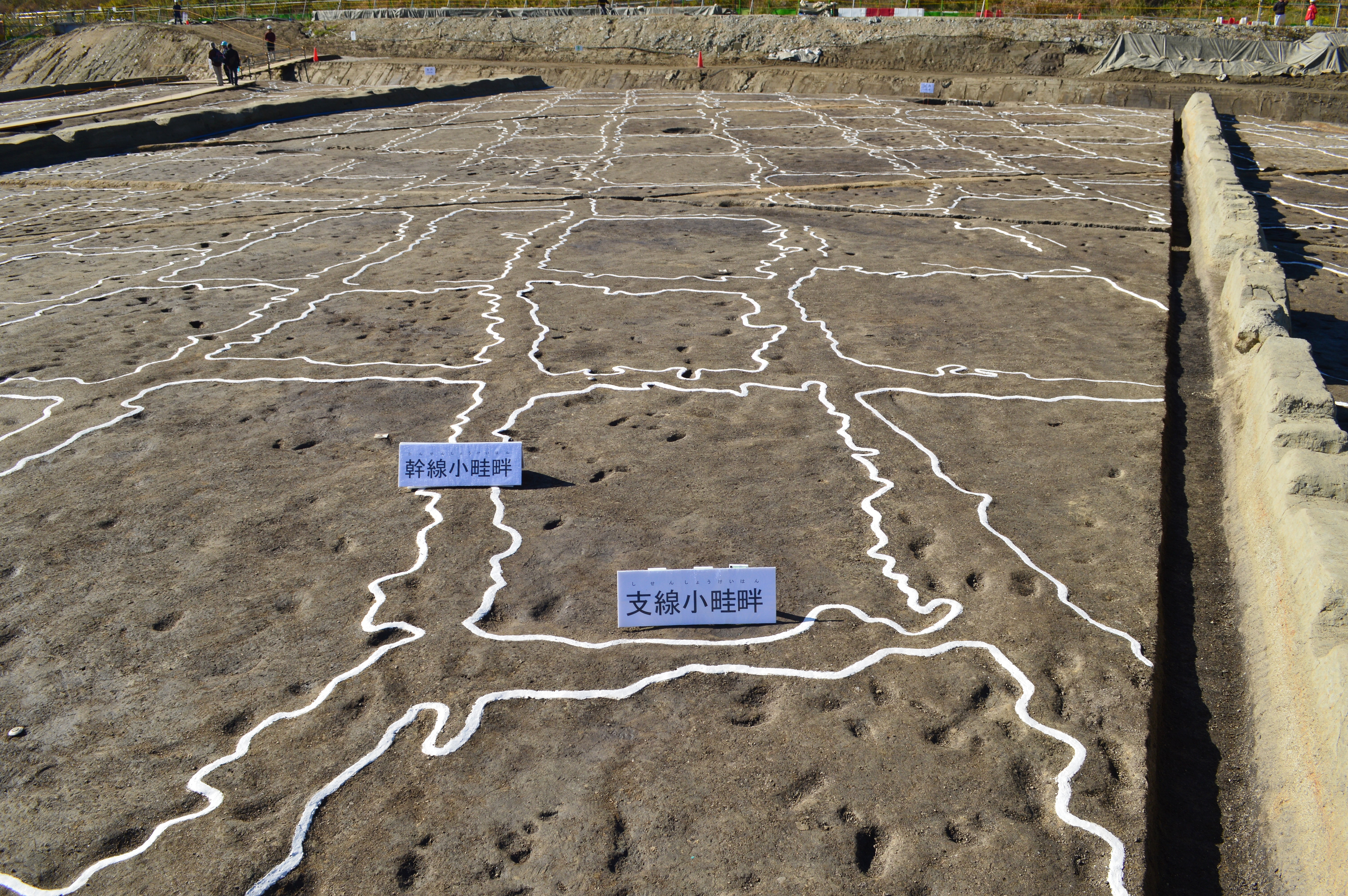
同左。1つの水田は幹線小畦畔（手前から奥方向）・支線小畦畔（左右方向）で区画される。水田内には当時の足跡も認められる。